# Quebra-molas

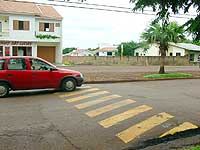
Lombada rápida em cidade brasileira

Um quebra-molas (português brasileiro) ou lomba (português europeu), também designado lombada ou ondulação transversal é uma rampa usada em ruas e rodovias para a redução da velocidade dos veículos, formada por asfalto ou concreto. É muitíssimo comum em todas as cidades brasileiras.
Caso o veículo passe rápido demais na lombada, poderá danificar o sistema de suspensão, ou até mesmo outras peças, dependendo do impacto. Assim, nos trechos com lombadas, os motoristas são obrigados a reduzir a velocidade ficando expostos a colisões quando não estão dentro das normas do CTB.
Há também os sonorizadores, nas quais os veículos podem passar numa velocidade superior (de 40 a 60 km/h). Serve apenas para chamar a atenção do motorista a algo por vir na estrada.

## No Brasil
As lombadas devem obedecer à resolução 600 de 24 de maio de 2016 do CONTRAN (em substituição às resoluções 39/1998 e 336/2009), devem obrigatoriamente ser sinalizadas e podem ser de dois tipos de tamanho. No tipo 1 devem ter as medidas de 8 cm de altura por 1,5 m de largura, no tipo 2 devem ter 10 cm de altura por 3 m de largura, ambos com o comprimento igual a largura da rua. Devem ser utilizados somente em último caso para a prevenção de acidentes.
Diz o parágrafo único do artigo 94 da resolução 39/98 do Contran: "É proibida a utilização de ondulações e ou tachões, transversais e de sonorizadores como redutores de velocidade, salvo em casos especiais definidos pelo órgão ou pela entidade competente, nos padrões e critérios estabelecidos pelo Contran".
A legislação prevê multa para quem coloca lombadas sem permissão. O responsável pelo quebra-molas irregular, se identificado, ainda poderá ser punido criminalmente por danos materiais e por homicídio. 
Lombadas em desacordo com o padrão danificam e desgastam severamente o veículo, qualquer dano causado por estes objetos devem ser relatados ao CONTRAN e mas o proprietário pode processar e pedir indenização ao estado caso seu veículo tenha sido danificado ou roubado por conta de lombada fora das especificações do CONTRAN.
Também existe a faixa elevada para travessia de pedestres, que é comumente vista como uma lombada pelos motoristas. Tem o topo achatado, na altura da calçada e pelo menos 4 metros de largura.

## Em Portugal
A instalação e sinalização das lombas redutoras de velocidade (LRV) são regulamentadas por normas técnicas específicas. As LRV são elevações transversais na faixa de rodagem, concebidas para induzir os condutores a reduzir a velocidade em áreas críticas, como zonas escolares ou de elevado tráfego pedonal.
Critérios de Instalação: A instalação de LRV deve ser precedida por um estudo detalhado que considere as características da via e o tráfego existente. Recomenda-se que as LRV sejam utilizadas para assegurar a manutenção de velocidades reduzidas numa determinada extensão de via, sendo que a redução da velocidade na aproximação à LRV deve ser garantida pelas características próprias da via ou por outras medidas de acalmia de tráfego.
Sinalização e Manutenção: As LRV devem ser devidamente sinalizadas, tanto vertical como horizontalmente, para alertar os condutores da sua presença. A manutenção regular é essencial para assegurar a sua eficácia e a segurança dos utentes da via. 
Legislação Complementar: O Regulamento n.º 436/2016, publicado no Diário da República, define que as passagens de peões podem ser assinaladas na faixa de rodagem através de marcas rodoviárias específicas e que, em zonas escolares e outras de grande circulação pedonal, podem ser instalados dispositivos de redução de velocidade dos veículos. 